# Ingatlanközvetítő franchise
Az ingatlanközvetítő franchise rendszer együtt dolgozó, ám egymástól jogilag független ingatlanközvetítő vállalkozások csoportja. Az ingatlanközvetítői franchise irodák mindegyike saját felelősségre dolgozó vállalkozás: maga adózik, üzemeltet irodát, és fizeti a munkatársakat, tehát minden szempontból önálló.
Magyarországon több ingatlanközvetítő franchise hálózat dolgozik. Az első, nálunk is megjelenő ingatlanközvetítő franchise az olasz Tecnocasa volt, melyet 1986-ban alapított Dr. Oreste Pasquali. Több sikertelen külföldi és magyar franchise kezdeményezés bukott már el a magyar ingatlanpiacon.
Ingatlanközvetítés esetén Magyarországon egyelőre nincsen olyan egységes rendszer, ami előírná, hogy hogyan dolgozzon az ingatlanközvetítő, csak  a végzettség tekintetében létezik előírás az ingatlanközvetítésre vonatkozóan. Egy komplexebb, részletesebb szabályozásért régóta lobbizik a szakma krémje.

## Működése
Egy igazán jól szervezett franchise rendszer mindkét fél, a rendszer átadója és átvevője  számára is előnyös lehet. Átadó az, aki a know-howval bír. Átvevő, aki az átadótól pénzért cserébe használatra megkapja a know-howt.
Az ingatlanközvetítő franchise-ban az átadó az átvevőnek egy olyan know-howt ad, mely alapján az átvevő felépíti saját felelősségre, ám az átadó neve alatt működő ingatlanközvetítő irodáját. Erről franchise szerződést köt a két fél.
Mindkét fél nagy kockázatot vállal. Az átadó nem lehet biztos benne, hogy az átvevő valóban elég tőkeerős-e, valamint hogy a szigorú imidzs követelményeket hosszú távon teljesíteni fogja-e. Az átvevő nem lehet biztos benne, hogy a rendszer valóban kidolgozott-e, mivel Magyarországon több olyan franchise is van, amire inkább a franchise jellegű jelző illik. A cégtáblák, a használt logók, az irodai berendezések, a nyomtatványokon, minden ugyanolyan az összes irodában.
A készen kapott know-how-t a legmesszemenőbben óvnia kell az átvevőnek. A franchise átadójától minden, az üzletmenettel kapcsolatos instrukciót szóról szóra be kell tartania. Ezért szigorú záradék szokott a franchise szerződésben lenni arról, hogy milyen, rendszerint pénzbeni szankciók és szerződés bontás várhatóak, ha az átvevő vagy az átadó megszegi a szerződést.
Az átvevő a szerződéskötés után képzéseket kap az átadótól, majd elkezd munkatársakat toborozni és eladó, valamint kiadó ingatlanokra megbízási szerződéseket kötni. A szerződései a rendszer központi adatbázisába kerülnek és az összes tagiroda látja őket.
Franchise rendszertől függ, hogy az átvevő csak egy adott, szerződött területen (például egy kerület) dolgozhat-e, vagy mindenhol.
Azt is a rendszer határozza meg, hogy minden iroda minden értékesítője, vagy csak az átvevő saját értékesítői csapata hirdetheti-e az ingatlant. Az érkező megkeresések az ingatlanra értékesítéseket generálnak. Az értékesítés lehet átadás, vagy saját. Átadásos értékesítésnek nevezzük, amikor másik iroda hozta az átvevő ingatlanjára a vevőt. Saját értékesítésnek nevezzük, mikor a saját vevőjének adja el adott átvevő az ingatlant.

## Tagok költségei
Egyszer fizet az átvevő egy belépési díjat. Utána fizet havonta franchise díjat (royalty), majd hálózatonként különböző egyéb költségeket, például marketing díjat.
Azonban a belépési díjért, és havi fix összegű vagy bevételtől függő, ám minimumként is borsos összeget elérő franchise díjért, és havonta fizetendő marketing költségért cserébe kapott kész know-how nem képes kiszűrni az emberi tényezőket, vagy a külvilág hatásait. Ennek mindkét fél a vesztese lehet. Az átadó ilyenkor elveszít egy irodát, vagy ha szerződése lehetővé teszi, hozzájut az átvevő csődjekor az irodájához, azonban arra üzemeltetőt kell találnia. Az átvevő, ha nem elég tőkeerős, mindenét elveszítheti. A 2009-es válság alatt sok tagirodát zártak be az ingatlanközvetítő franchise-ok.

## Jutalékok és megosztásuk
A Magyarországon működő ingatlanközvetítő franchise rendszerek egyenesen külföldről jöttek, vagy külföldi mintákra épülnek. Emiatt jutalékuk mértéke is közelít más országok ingatlanközvetítő jutalékaihoz, mely itthon még így sem  haladja meg a nettó 5%-ot, külföldön azonban a 8%-os jutalék sem ritka. Külföldi listavezető a bolgár piac nyaralók értékesítése esetén számlázható 16%-a.[forrás?]
A díjak meglehetősen magasak ezeknél a hálózatoknál a piacon egyébként uralkodó ingatlanközvetítői jutalékokhoz képest. Ez sok potenciális ügyfelet elriaszt a szerződéskötéstől. Az ingatlanközvetítő franchise hálózatok előnyben részesítik a kizárólagos szerződést, mely szintén sokakat elriaszt tőlük. Ugyanakkor hatalmas adatbázisuk és reklámhadjárataik sokakat csábítanak.
Az átvevő kiszámlázza az eladónak az eladás után az irodának járó jutalékot.
Az átvevő ebből royalty-t, bizonyos százalékot átad az átadónak. Amennyiben átadás volt, úgy alap esetben a másik irodával megfelezik, vagy szerződésben rögzített százalékban megosztják  a jutalékot. A maradék összegből kifizeti az átvevő az értékesítőt.

## Előnyei
- A know-how betartása és kellő tartalék megléte esetén ezek a rendszerek kiválóan működnek.
- Képzéseket nyújtanak, melyekért többnyire egy jelképes összeget kérnek el. Ezen képzések egészen komplex ismereteket nyújtanak, az ingatlanközvetítés szakmai továbbképzésétől kezdve a személyiségfejlesztő előadásokig.
- Előny, hogy a csatlakozó vállalkozásnak nem kell utat törnie egy számára új szakmában, csak a szabályokat betartania, cserébe viszont részesül a készenkapott, működő rendszeren kívül a több tag által nyújtott előnyökből is.
- A piacra kerülő ingatlan tulajdonosa hatalmas adatbázisba rakhatja ingatlanát, amellyel esetenként könnyebb a franchise rendszerben dolgozó ingatlanközvetítőknek megbízásokat szerezni. Az ingatlan azonnal akár több tíz iroda adatbázisába kerül be, így azok az eladó ingatlant kereső ügyfeleiknek rögtön ajánlhatják is az újonnan érkezett ingatlant.
- Ha az üzlet megköttetik, a franchise átvevője is, és az átadó is jól jár. Az üzleti kockázat minimalizálva van, hiszen nem saját bőrén, hanem mások tapasztalatait felhasználva kezdheti el működését a franchise tag.
- A kezdetektől  van kihez fordulnia szakmai kérdéseivel a kezdő vállalkozás üzemeltetőjének.
- Az ingatlanhirdetési költségekre általában havonta fizetendő díjakat szednek, melyek előnye, hogy kisebb összeg befizetésével akár óriási, országos szintű rádió, óriásplakát vagy egyéb kampányhoz jut a franchise átvevő, melyet egyébként képtelen lenne egyedül finanszírozni.

## Hátrányai
- Az ingatlanközvetítő franchise-okhoz csak annak a vállalkozásnak éri meg csatlakozni, amely elég tőkeerős ahhoz, hogy az ínségesebb időket is átvészelje. Ez minden franchise-ra jellemző, azonban különösen igaz az ingatlanközvetítő franchise-okra, hiszen ebben a szakmában rengeteg bizonytalansági tényező is jelentkezik, mely azonnal negatívan befolyásolhatja az üzletmenetet.
- Ami előnye a franchise-nak, az egyben hátránya is: 
  - a royalty-t, a hirdetési(marketing) és egyéb díjakat  mindig ki kell fizetni, akkor is, ha az adott hónapban bevétel nem realizálódott
  - a hirdetési költségek ugyan megoszlanak, ámde a franchise átadójának imidzsét építik, így karrier, saját imidzs, saját márka kiépítése  kizárva.
- A szabályok be nem tartásáért szankciók, akár szerződésbontás is járhat. Ilyen szerződésszegés lehet például a nem megfelelő logó használata, vagy az oktatásokon való részvétel bármely indokból való megtagadása is.
- Merev rendszerekről beszélünk, a szolgáltatási díjakba, a logók használatába, a termékkör bővítésébe (pl. hitelközvetítéssel kombinálni a szolgáltatást) a franchise átvevőknek nincs beleszólásuk, azt kell tenniük, amit az átadó előír.

## Ingatlanközvetítő franchise-ok Magyarországon
- Great Home
- A1
- GDN
- CDC ingatlan
- City Cartel
- Duna House
- Engel&Volkers
- GDN Ingatlanhálózat
- Ibred
- Immo1
- Mareco
- Open house
- Otthon Centrum
- R&D Ingatlan
- RE/MAX Magyarország
- Tecnocasa
- LAKÁSKULCS-direct

## Külső hivatkozások
- http://www.franchise.hu
- https://web.archive.org/web/20100308032215/http://www.franchiseblog.com/
- http://ingatlanfranchise.blog.hu
- http://dh.hu/franchise
- http://partner.gdn-ingatlan.hu/tamogatas/
- https://www.remax.hu/hu/franchise-opportunities